# Coal Chamber (álbum)

Coal Chamber es el álbum debut de la banda de nu metal, Coal Chamber. Fue lanzado el 11 de febrero de 1997 por Roadrunner Records, y obtuvo el sencillo "Loco".

Varias ediciones especiales del álbum contenían: "Headstones and the Walking Dead", "Big Truck (Hand-On-Wheel Mix)", "Pig (Demo)", "Sway (Demo)", "Unspoiled (Demo)", y "Loco (Demo)". También incluían un DVD que contenía dos canciones en vivo y el videoclip de "Loco". En un principio el disco iba a llamarse "Mother suck ball and dick" a petición de Fafara, pero para la producción ese nombre era considerado muy explícito por lo que fue descartado casi de inmediato.

## Lista de canciones
1. "Loco" – 4:14
2. "Bradley" – 3:03
3. "Oddity" – 3:18
4. "Unspoiled" - 2:59
5. "Big Truck" – 3:31
6. "Sway" – 3:35
7. "First" – 4:12
8. "Maricon Puto" -:46
9. "I" – 3:49
10. "Clock" – 2:59
11. "My Frustration" – 3:59
12. "Amir of the Desert" -:45
13. "Dreamtime" – 3:43
14. "Pig" – 8:27

## Canciones Extras
1. "Headstones and the Walking Dead"
2. "Big Truck (Hand-On-Wheel Mix)"
3. "Pig (Demo)"
4. "Sway (Demo)"
5. "Unspoiled (Demo)"
6. "Loco (Demo)"

* Todas estas canciones venían incluidas en diferentes Bonus Tracks

## Integrantes
- B. Dez Fafara - Vocal
- Meegs Rascon - Guitarra, Vocal secundaria
- Rayna - Bajo
- Mike "Bug" Cox - Batería

- Datos: Q1950848